# 小野新町郵便局
小野新町郵便局（おのにいまちゆうびんきょく）は、福島県田村郡小野町にある郵便局である。民営化前の分類では集配特定郵便局であった。

## 概要
住所：〒963-3499 福島県田村郡小野町大字小野新町字横町30

## 沿革
- 1872年（明治5年）旧7月 - 仁井（にい）郵便取扱所として開設[1]。
- 1875年（明治8年）1月1日 - 仁井郵便局（五等）となる[1]。
- 1875年（明治8年）12月 - 小野新町郵便局に改称[1]。
- 1878年（明治11年）8月1日 - 為替取扱を開始[1]。
- 1879年（明治12年）6月 - 貯金取扱を開始[1]。
- 1890年（明治23年）4月1日 - 新町郵便局に改称[1]。
- 1893年（明治26年）3月16日 - 新町郵便電信局となる[1]。
- 1903年（明治36年）4月1日 - 通信官署官制の施行に伴い新町郵便局となる[1]。
- 1911年（明治44年）4月1日 - 小野新町郵便局に改称[1]。
- 1995年（平成7年）6月1日 - 郵便番号を979-34から963-34に変更[2]。
- 2007年（平成19年）10月1日 - 民営化に伴い、併設された郵便事業三春支店小野新町集配センターに一部業務を移管。
- 2012年（平成24年）10月1日 - 日本郵便株式会社発足に伴い、郵便事業三春支店小野新町集配センターを小野新町郵便局に統合。
- 2025年（令和7年）3月3日 - 夏井郵便局から集配業務を移管。

## 取扱内容
- 郵便、印紙、ゆうパック、内容証明
- 貯金、為替、振替、振込、国際送金、国債
- 生命保険、バイク自賠責保険
- ゆうちょ銀行ATM
- 小野町内の一部地域の集配業務

## 周辺
- 小野町役場
- 福島県立小野高等学校
- 公立小野町地方綜合病院

## アクセス
- 磐越自動車道 小野ICから南東へ約1.5km
- JR磐越東線小野新町駅より徒歩約25分
- 駐車場あり：12台